# Arriano (Álava)
Arriano  es una localidad del concejo de Luna, que está situado en el municipio de Cuartango, en la provincia de Álava, España. 

## Historia
Hacia mediados del siglo XIX, el lugar, ya por entonces perteneciente a Cuartango, tenía contabilizada una población de veintisiete habitantes. Aparece descrito en el tercer volumen del Diccionario geográfico-estadístico-histórico de España y sus posesiones de Ultramar de Pascual Madoz con las siguientes palabras:

ARRIANO: l. en la prov. de Alava (6 leg. á Vitoria), dióc: de Calahorra (22), part. jud. de Salinas de Añana (3), y ayunt. de Cuartango (1): sit. al NO. del partido en la ladera y falda oriental de la sierra que separa por esta parte á la prov. de Búrgos; clima frio: 5 casas y 1 igl. parr. (San Roman), servida por 1 beneficiado, forman esta pobl.: su térm. se estiende á 1/4 de leg.; y confina al N. con el l. de Luna, por E. con el de Archua, y por S. y O. con la indicada sierra y peña de Arcamo, hácia cuyo lado se encuentra la ermita de San Esteban: nace en el monte y de las fuentes de Lauturri 1 arroyo que cruza por el l. al dirigirse al r. Bayas: el terreno es montuoso; pero de escelentes pastos, los cuales hacen que sean apreciados en el mercado los carneros criados en este terr.: la parte dedicada al cultivo es de mediana calidad; los caminos locales y penosos, y el correo se recibe de Orduña, mártes, juéves y sábados: prod. trigo y otras semillsa; cria ganado yeguar, lanar y vacuno, y hay caza de perdices, sordas, liebres, lobos y zorros: pobl. 5 vec. 27 alm.: contr. (V. Alava intendencia).
(Madoz, 1846, p. 15)

En 2022, tenía empadronados once habitantes.

## Demografía
| Gráfica de evolución demográfica de Arriano entre 2000 y 2017 |
|                                                               |
| Población de derecho según los censos de población del INE.   |

## Patrimonio

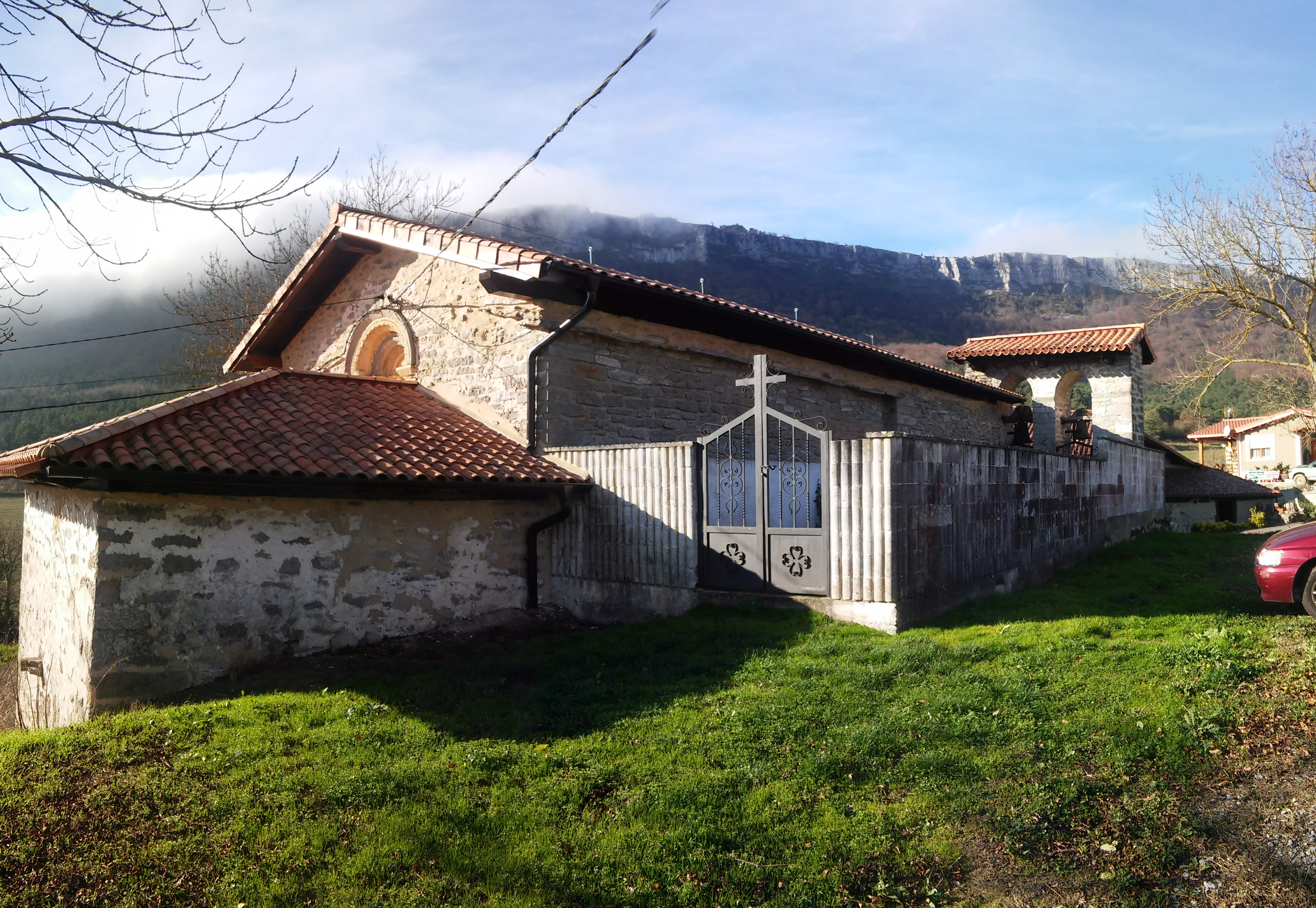
Vista de la iglesia de San Román

Hay en el lugar una iglesia de San Román.